# EuroSpeedway Lausitz
EuroSpeedway Lausitz – tor wyścigowy położony blisko Klettwitz w Brandenburgii we wschodnich Niemczech, niedaleko granicy z Polską i Czechami w bezpośredniej bliskości węzła nr 15 autostrady A13. Używany jest od 2000 roku. Właścicielem jest Förderverein Lausitzring e.V.
Wykorzystując różne konfiguracje toru można zwiększyć jego długość do około 4500 m. Szerokość toru wynosi od 12 do 24 m. Najdłuższa prosta ma 647,9 m. W Superbike'ach jest 6 zakrętów w lewo i 4 w prawo. Trybuny mogą pomieścić około 120 000 widzów.
17 czerwca 1998 rozpoczęto budowę toru blisko Klettwitz, a otwarcie odbyło się 20 sierpnia 2000. Koszt budowy wyniósł 158 milionów €, z czego 123 mln z pomocy publicznej z Brandenburgii.
Pierwszym wyścigiem mającym tu miejsce były zawody IDM, które odbyły się od 25 do 27 sierpnia 2000. Od 2000 na torze co roku odbywają się wyścigi IDM, Beru Top10, DTM i od 2001 World Superbike.
Jak wszystkie nowoczesne tory został zbudowany z wysokimi normami bezpieczeństwa. Jednak w pierwszym roku funkcjonowania zdarzyły się trzy poważne wypadki. 25 kwietnia 2001 były kierowca Formuły 1 Michele Alboreto zginął podczas testów prototypu Audi R8. 3 maja tego samego roku zginęła kolejna osoba. 15 września 2001 Alex Zanardi w konsekwencji wypadku z Alexem Taglianim miał amputowane obie nogi.
W 2001 i 2003 odbyły się wyścigi Champ Car, w którym zwycięzcami zostali odpowiednio Kenny Bräck i Sébastien Bourdais. W 2003 Alex Zanardi wrócił na tor i w protezach ukończył 13 okrążeń po Eurospeedway.